# Rudolický mlýn
Rudolický mlýn ve městě Most v Ústeckém kraji je bývalý vodní mlýn, který stojí východně od mosteckého nádraží na levém břehu řeky Bíliny. Pozůstatky mlýna jsou chráněné jako nemovitá kulturní památka České republiky.

## Historie
Vodní mlýn pochází z počátku 16. století. K roku 2017 byl zchátralý, znovu vystavěna je pouze sýpka č.p. 13, vlastní mlýnice je bez střechy a v troskách.

## Popis
Mlýn je tvořen mlýnicí a hospodářskou budovou, které spojuje ohradní zeď uzavírající areál na jihu. Obě stavby jsou zděné, přední stranou orientované k ulici a původně měly jižní a severní průčelí zakončené štítem. Jednoduché fasády jsou členěny jednotlivými otvory. Ohradní zeď mezi přední stranou mlýna hospodářskou budovou je postavená z lomového kamene.
Voda k mlýnu vedla náhonem, byl u něj jez a stavidlo. V roce 1930 měl mlýn tři kola na svrchní vodu: první měl hltnost 0,074 m³/s a spád 2,1 metru, druhý hltnost 0,112 m³/s a spád 2 metry a třetí hltnost 0,112 m³/s a spád 2 metry, všechny o celkovém výkonu 4,8 HP.